# Naturpark Dümmer
Naturpark Dümmer er en naturpark der ligger i Landkreisene Osnabrück, Diepholz, Vechta i Niedersachsen og Kreis Minden-Lübbecke i Nordrhein-Westfalen i Tyskland. Den ligger omkring 34 km nordøst for Osnabrück mellem Diepholz og Bohmte, samt mellem Bersenbrück og Rahden.
Der næsten 500 km² store naturpark, som også rummer en del det nord-sydgående vandskel mellem floderne Weser og Ems, omfatter Dammer Berge, Dümmer, Stemweder Berg og talrige moseområder. Højdedragene i området krydses af flade sænkninger der er dannet af gletschere under Saale-istiden, og deres efterladte moræner.
Naturpark Dümmer og frem for alt Dümmer er rasteplads for talrige trækfugle. Talrige grøfter og kanaler krydser natyrparkområdet, som floden Hunte også løber igennem. De store højmoser har en enestående flora og fauna.